# Đại Thành, Cần Thơ
Đại Thành là một phường thuộc thành phố Cần Thơ, Việt Nam.

## Địa lý
Phường Đại Thành có vị trí địa lý:
- Phía đông giáp xã An Lạc Thôn và xã Đại Hải
- Phía tây giáp xã Thạnh Hòa và xã Phụng Hiệp
- Phía nam giáp phường Ngã Bảy
- Phía bắc giáp xã Phú Hữu.

Phường Đại Thành có diện tích 53km², dân số năm 2024 là 34.594 người, mật độ dân số đạt 652 người/km².

## Lịch sử
Năm 1948, Ủy ban Hành chánh kháng chiến tỉnh Cần Thơ ban hành Quyết định về việc thành lập xã Đại Thành thuộc quận Phụng Hiệp trên cơ sở một phần của xã Phụng Hiệp. 
Năm 1954, Chính quyền Việt Minh ban hành Quyết định về việc giải thể xã Đại Thành và sáp nhập vào xã Phụng Hiệp.
Về phía cách mạng một số ấp của xã Đại Thành, xã Phụng Hiệp được gọi là thị trấn Phụng Hiệp thuộc quận Phụng Hiệp.
Năm 1964, chính quyền Cách mạng ban hành Quyết định về việc tái lập xã Đại Thành thuộc huyện Phụng Hiệp trên cơ sở một phần của xã Phụng Hiệp.
Năm 1975, thành lập xã Đại Thành thuộc huyện Phụng Hiệp trên cơ sở một phần của xã Phụng Hiệp và thành lập thị trấn Phụng Hiệp thuộc huyện Phụng Hiệp trên cơ sở một phần của xã Đại Thành và một phần của xã Phụng Hiệp.
Ngày 20 tháng 9 năm 1975, Bộ Chính trị ban hành Nghị quyết số 245-NQ/TW về việc hợp nhất tỉnh Cần Thơ (ngoại trừ huyện Thốt Nốt), tỉnh Sóc Trăng, tỉnh Trà Vinh, tỉnh Vĩnh Long thành một tỉnh, tên gọi tỉnh mới cùng với nơi đặt tỉnh lỵ sẽ do địa phương đề nghị lên.
Ngày 20 tháng 12 năm 1975, Bộ Chính trị ban hành Nghị quyết số 19/NQ về việc hợp nhất tỉnh Cần Thơ (bao gồm cả huyện Thốt Nốt của tỉnh Long Xuyên), tỉnh Sóc Trăng thành một tỉnh mới, tên gọi tỉnh mới cùng với nơi đặt tỉnh lỵ sẽ do địa phương đề nghị lên.
Ngày 24 tháng 2 năm 1976, Chính phủ Cách mạng lâm thời Cộng hòa miền Nam Việt Nam ban hành Nghị định số 3/NQ/1976 về việc hợp nhất tỉnh Cần Thơ, tỉnh Sóc Trăng và thành phố Cần Thơ thành một tỉnh mới, lấy tên là tỉnh Hậu Giang.
Ngày 28 tháng 3 năm 1983, Hội đồng Bộ trưởng ban hành Quyết định số 21-HĐBT về việc:
- Chia xã Đại Thành thuộc huyện Phụng Hiệp thành xã Đại Thành và xã Tân Thành.
- Chia xã Phụng Hiệp thuộc huyện Phụng Hiệp thành xã Hiệp Lợi và xã Phụng Hiệp.

Ngày 16 tháng 9 năm 1989, Hội đồng Bộ trưởng ban hành Quyết định số 128-HĐBT về việc:
- Sáp nhập xã Tân Thành vào xã Đại Thành.
- Sáp nhập xã Hiệp Lợi vào xã Phụng Hiệp.

Ngày 26 tháng 12 năm 1991, Quốc hội ban hành Nghị quyết về việc chia tỉnh Hậu Giang thành tỉnh Cần Thơ và tỉnh Sóc Trăng.
Ngày 12 tháng 5 năm 2003, Chính phủ ban hành Nghị định số 48/2003/NĐ-CP về việc thành lập xã Tân Thành thuộc huyện Phụng Hiệp trên cơ sở điều chỉnh 1.481,1 ha diện tích tự nhiên và 6.924 người của xã Đại Thành.
Sau khi điều chỉnh địa giới hành chính, xã Đại Thành còn lại 2.696,32 ha diện tích tự nhiên và 13.486 người.
Ngày 26 tháng 11 năm 2003, Quốc hội ban hành Nghị quyết số 22/2003/QH11 về việc chia tỉnh Cần Thơ thành thành phố Cần Thơ trực thuộc trung ương và tỉnh Hậu Giang.
Ngày 26 tháng 7 năm 2005, Chính phủ ban hành Nghị định số 98/2005/NĐ-CP về việc:
- Thành lập thị xã Tân Hiệp thuộc tỉnh Hậu Giang.
- Chuyển toàn bộ 2.856,90 ha diện tích tự nhiên và 16.554 nhân khẩu của xã Đại Thành và toàn bộ 1.481,10 ha diện tích tự nhiên và 7.062 nhân khẩu của xã Tân Thành thuộc huyện Phụng Hiệp về thị xã Tân Hiệp mới thành lập.[15]
- Thành lập phường Ngã Bảy thuộc thị xã Tân Hiệp trên cơ sở điều chỉnh 176,69 ha diện tích tự nhiên và 3.100 nhân khẩu của xã Đại Thành thuộc huyện Phụng Hiệp.
- Thành lập phường Hiệp Thành thuộc thị xã Tân Hiệp trên cơ sở điều chỉnh 296,61 ha diện tích tự nhiên và 1.917 nhân khẩu của xã Đại Thành thuộc huyện Phụng Hiệp.
- Thành lập xã Hiệp Lợi thuộc thị xã Tân Hiệp trên cơ sở 1.515,73 ha diện tích tự nhiên và 7.986 nhân khẩu của xã Phụng Hiệp thuộc huyện Phụng Hiệp.

Sau khi điều chỉnh địa giới hành chính, xã Đại Thành còn lại 2.383,60 ha diện tích tự nhiên và 11.537 người.
Ngày 27 tháng 10 năm 2006, Chính phủ ban hành Nghị định số 124/2006/NĐ-CP về việc:
- Đổi tên thị xã Tân Hiệp thành thị xã Ngã Bảy, tỉnh Hậu Giang.
- Các xã Đại Thành, Hiệp Lợi, Tân Thành trực thuộc thị xã Ngã Bảy.

Ngày 10 tháng 1 năm 2020, Ủy ban Thường vụ Quốc hội ban hành Nghị quyết số 869/NQ-UBTVQH14 về việc:
- Thành lập phường Hiệp Lợi thuộc thị xã Ngã Bảy trên cơ sở toàn bộ 14,05 km² diện tích tự nhiên và quy mô dân số là 9.435 người của xã Hiệp Lợi.
- Thành lập thành phố Ngã Bảy thuộc tỉnh Hậu Giang.
- Phường Hiệp Lợi và 2 xã: Đại Thành, Tân Thành trực thuộc thành phố Ngã Bảy.

Tính đến ngày 31/12/2024:
- Phường Hiệp Lợi có 6 khu vực: Láng Sen, Láng Sen A, Xẻo Vông, Xẻo Vông A, Xẻo Vông B, Xẻo Vông C.[18][19]
- Xã Đại Thành có 9 ấp: Ba Ngàn, Ba Ngàn A, Cái Côn, Đông An, Đông An A, Mái Dầm, Mang Cá, Sơn Phú, Sơn Phú I.
- Xã Tân Thành có 6 ấp: Bảy Thưa, Đông An II, Đông An IIA, Đông Bình, Sơn Phú II, Sơn Phú IIA.

Ngày 12 tháng 6 năm 2025, Quốc hội ban hành Nghị quyết số 202/2025/QH15 về việc sắp xếp đơn vị hành chính cấp tỉnh (nghị quyết có hiệu lực từ ngày 12 tháng 6 năm 2025). Theo đó, sáp nhập tỉnh Hậu Giang và tỉnh Sóc Trăng vào thành phố Cần Thơ.
Ngày 16 tháng 6 năm 2025:
- Quốc hội ban hành Nghị quyết số 203/2025/QH15[21] về việc Sửa đổi, bổ sung một số điều của Hiến pháp nước Cộng hòa xã hội chủ nghĩa Việt Nam. Theo đó, kết thúc hoạt động của đơn vị hành chính cấp huyện trong cả nước từ ngày 1 tháng 7 năm 2025.
- Ủy ban Thường vụ Quốc hội ban hành Nghị quyết số 1668/NQ-UBTVQH15[1] về việc sắp xếp các đơn vị hành chính cấp xã của thành phố Cần Thơ năm 2025 (nghị quyết có hiệu lực từ ngày 16 tháng 6 năm 2025). Theo đó, thành lập phường Đại Thành thuộc thành phố Cần Thơ trên cơ sở toàn bộ 23,75 km² diện tích tự nhiên, quy mô dân số là 15.105 người của xã Đại Thành; toàn bộ 15,20 km² diện tích tự nhiên, quy mô dân số là 10.136 người của xã Tân Thành và toàn bộ 14,05 km² diện tích tự nhiên, quy mô dân số là 9.353 người của phường Hiệp Lợi thuộc thành phố Ngã Bảy, tỉnh Hậu Giang.

Phường Đại Thành có 53 km² diện tích tự nhiên và quy mô dân số là 34.594 người.